# Preus Museum
Het Preus Museum is een nationaal museum voor fotografie in Horten, Noorwegen. Het werd in 1976 als privémuseum opgericht door de Noorse fotograaf Leif Preus en andere leden van de familie. Het bestuur wordt tegenwoordig benoemd door het ministerie van Cultuur.

## Collectie
De collectie bestaat uit foto's en andere verschillende vormen van beeld, samen met camera's en aanverwante apparatuur die de geschiedenis van fotografie illustreren. Deze verzameling werd in 1995 verworven door de Noorse overheid.
Het museum herbergt tevens een gespecialiseerde bibliotheek en heeft een fotorestaurator in dienst die zich bezighoudt met de verwerking en conservering van fotografisch materiaal.

## Locatie
In 2001 verhuisde het museum naar Magasin A in de provincie Vestfold og Telemark. Het gebouw, dat voeger een pakhuis was voor de Noorse marine, dateert uit de jaren 60 van de 19e eeuw en werd in 2001 aangepast door architect Sverre Fehn.
Op de verdiepingen onder het Preus Museum bevindt zich Marinemuseet, een van 's werelds oudste museummusea dat toegankelijk is voor publiek.